# Marcos Caruso
Marcos Caruso, all'anagrafe Marcos Vianna Caruso (San Paolo del Brasile, 22 febbraio 1952), è un attore, drammaturgo e regista brasiliano.

## Biografia
Nato a San Paolo nel 1952, ha conseguito una laurea in giurisprudenza. È autore di diverse opere teatrali scritte in collaborazione con l'attrice-autrice Jandira Martini. Il suo primo lavoro come autore è stato un adattamento di un'opera di Monteiro Lobato per un programma della Rede Globo. Ancora oggi il suo ruolo più conosciuto è quello del personaggio di Seu Peru del programma Escolinha do Professor Raimundo, dove ha sostituito Orlando Drummond.

## Vita privata
È stato per vent'anni marito dell'attrice Jussara Freire; con lei ha avuto due figli, Caetano e Mari. Caruso e la Freire hanno interpretato una coppia nella telenovela Coração de Estudante nel 2002, quando erano già divorziati. Un secondo matrimonio, con la performer Dani Calicchio, è naufragato dopo poco tempo. In seguito Caruso si è dichiarato bisessuale. Nel 2022 ha sposato il compagno Marcos Paiva, con una cerimonia celebrata in Portogallo. 

## Filmografia parziale

### Cinema
- 1978: O Bem Dotado - O Homem de Itu
- 1979: Viúvas Precisam de Consolo
- 1996: Um Céu de Estrelas
- 2001: Memórias Póstumas, Quincas Borba
- 2002: Lara, presentatore radiofonico
- 2004: Capital Circulante
- 2005: Depois Daquele Baile, Otávio
- 2006: Irma Vap - O Retorno, Otávio Gonçalves
- 2008: Polaróides Urbanas, Adalberto
- 2010: Cilada.com, il padre delle nozze
- 2012: O Diário de Tati, il padre di tati
- 2014: Sorria, Você Está Sendo Filmado, agente
- 2015: Operações Especiais, Fróes
- 2015: O Escaravelho do Diabo, Pimentel
- 2016: Desculpe o Transtorno, Miguel
- 2018: Crô em Família, Seu Peru
- 2020: Predestinado, Padre Anselmo

### Televisione
- 1978: Aritana, Marcolino
- 1978: Roda de Fogo
- 1981: Floradas na Serra, Gumercindo Cordeiro Leitão
- 1981: Vento do Mar Aberto, Rafael
- 1982: A Filha do Silêncio
- 1984: Jerônimo, Dr. Otoniel
- 1990: Pantanal, Tião
- 1990: O Canto das Sereias, Hélio
- 1990: A História de Ana Raio e Zé Trovão
- 1991: O Fantasma da Ópera, Ronald Figueiredo
- 1994: Éramos Seis, Virgulino
- 1995: Sangue do Meu Sangue, Conte Giorgio de La Fontana
- 1998: Serras Azuis, Dr. Rivaldino Paleólogo
- 2001: Presença de Anita, Gonzaga
- 2002: Coração de Estudante, Dr. Raul Gouvêia
- 2003: Mulheres Apaixonadas, Carlão (Carlos de Souza Duarte)
- 2004: Como uma Onda, Dr. Prata
- 2005: Sob Nova Direção, Ivan Pitanga
- 2006: Pagine di vita (Páginas da Vida), Alex (Alexandre Flores)
- 2007: Desejo Proibido, Padre Inácio Gouvêia
- 2008: Casos e Acasos, Adauto
- 2008: Três Irmãs, Dr. Alcides Áquila
- 2009: Dilemas de Irene, Seu Cléber
- 2010: Tempos Modernos, Otto Niemann
- 2010: O Relógio da Aventura, Neco
- 2011: Cordel Encantado, Patácio Peixoto
- 2012: Avenida Brasil, Leleco Araújo
- 2013: O Canto da Sereia, Juracy Bandeira
- 2014: Joia Rara, Arlindo Pacheco
- 2015: A Regra do Jogo, Feliciano Stewart
- 2017: Pega Pega, Pedro Guimaraes